# Torquigener paxtoni
Torquigener paxtoni es una especie de peces de la familia Tetraodontidae en el orden de los Tetraodontiformes.

## Hábitat
Es un pez de mar de clima subtropical.

## Distribución geográfica
Se encuentra en Australia Occidental.

## Observaciones
Es inofensivo para los humanos.